# Порги и Бес
 Тази статия е за операта на Джордж Гершуин.  За филма на Ото Преминджър вижте Порги и Бес (филм).  
„Порги и Бес“ (на английски: Porgy and Bess) е опера на американския композитор Джордж Гершуин, написана през 1934 година и поставена за пръв път на 20 септември 1935 година в Бостън.
Либретото на Дюбос Хейуърд и Айра Гершуин е базирано на романа „Порги“ (1925) на Хейуърд. Действието се развива в афроамериканско гето в Чарлстън, където главният герой, сакат просяк, се опитва да спаси млада жена от любовника ѝ грубиян и от дилъра ѝ на наркотици.